# Al-Hudayda
al-Hudayda (arabiska: الحديدة), eller Hodeidah, är den fjärde största staden i Jemen. Den har omkring 400 000 invånare och är huvudort i provinsen al-Hudayda. Staden ligger vid Röda havet och är en viktig hamnstad, med exportprodukter som kaffe och skinn. Här finns också en fiskehamn.

## Historia
Staden utvecklades som hamnstad från 1849, då den ockuperades av Osmanska riket, och blev betydande på bekostnad av Mocka.
År 1914, under första världskriget, etablerade tyska trupper under major Othmar von Stotzingen en kommunikationsstation i staden som användes under arabiska revolten för att kunna vidarebefordra kommunikation mellan Istanbul och Tyska Östafrika, samt för att kunna sända propaganda till Sudan, Somaliland och Etiopien.
Efter att staden drabbats av en allvarlig brand i januari 1961 som förstörde stora delar av den återuppbyggdes den, mer specifikt hamnområdet, med sovjetisk hjälp. En väg till Sanaa blev färdig samma år. al-Hodayda var en sovjetisk flottbas under 1970- och 1980-talen.
Under Jemenkriget (pågående sedan 2014) har staden varit en viktig hamn för mat och humanitär hjälp.